# Helena Tuskanyová
Helena Tuskanyová (14. května 1873 Praha – 30. května 1921 Praha) byla česká matematička, pedagožka, autorka učebnic, sufražetka a feministka. Byla jednou z prvních absolventek Filosofické fakultě Karlo-Ferdinandovy univerzity a jedna z prvních Češek, které dosáhly vysokoškolského vzdělání. Spolu s Marií Fabiánovou úspěšně složila roku 1899 státní učitelskou zkoušku pro střední školy a stala se tak jednou ze dvou prvních českých středoškolských učitelek.

## Život

### Mládí a studia
Narodila se v Praze. Po absolvování měšťanské školy začala studovat v Praze na nově otevřeném (1890) prvním soukromém dívčím gymnáziu ve střední Evropě Minerva.
Po absolvování gymnázia roku 1895 začala studovat matematiku a fyziku na Filosofické fakultě Karlo-Ferdinandovy univerzity v Praze. Až do roku 1900 docházely dívky na přednášky na hospitační studium (bez statutu řádné posluchačky); v roce 1900 bylo novým zákonem dívkám umožněno skládat zkoušky za celou dosavadní dobu studia. Fabiánová odpromovala v listopadu 1901 prací z analytické matematiky. První absolventkou lékařské fakulty Karlo-Ferdinandovy univerzity se pak roku 1902 stala Anna Honzáková, spolužačka Tuskanyové z Minervy.

### Učitelkou
Roku 1899 obdržela spolu s Marii Fabiánovou, spolužačkou z Minervy, povolení pracovat jako středoškolská učitelka. Toto povolení jim bylo uděleno jako prvním dvěma Češkám v historii českého školství. Po promoci v červnu 1901 začala Tuskanyová vyučovat na gymnáziu Minerva. Roku 1902 přijala místo na vyšší dívčího lycea při spolku Vesna v Brně, kde působila téměř až do své smrti. Vyučovala mj. také zeměpis, dějepis a náboženství.
Učitelské povolání bylo v té době při výkonu spojeno s příslibem celibátu, zůstala tak svobodná.

### Úmrtí
Helena Tuskanyová zemřela 30. května 1921 v Praze ve věku 48 let. Pohřbena byla na Olšanských hřbitovech.

## Dílo

### Učebnice
- Všeobecný dějepis pro dívčí lycea (1921)